# Ben Murphy (Pilot)
Ben Murphy (* 18. Juli 1975) ist ein britischer Kunstflugpilot des Kunstflugteams „The Blades“ und mit der Saison 2018 neuer Teilnehmer bei der Red Bull Air Race Weltmeisterschaft in der Master Class.

## Karriere

### Anfänge
Ben Murphy interessierte sich schon früh für das Fliegen und inspiriert von seinen Großvätern, die beide Piloten in der Royal Air Force waren, schloss er sich den Air Cadets in der Schule an. Er machte seinen Privatpilotenausweis, bevor er Auto fahren konnte. Während seines Studiums an der Newcastle University schloss er sich der University Air Squadron an, die ihm einen Vorgeschmack auf das Leben in der Royal Air Force gab. 1997 trat er der Royal Air Force bei und beendete dort 2000 sein Training. Murphy sammelte in dieser Zeit unzählige Preise und Auszeichnungen. In seiner Harrier GR7 absolvierte er rund um die Welt mehr als 1000 Flugstunden und fungierte nicht nur als Pilot, sondern auch als Ausbilder.
Als Pilot gehörte er 2006 den Red Arrows an, wurde prompt auch kommandierender Offizier und Teamleiter – der zweitjüngste in der Geschichte. Ben Murphy trug die Verantwortung für mehr als 100 Mitarbeiter und führte zudem die neun roten Jets weltweit in der Luft an.

### Wettbewerbskunstflug
Murphy ist ein ehemaliger Teamleiter des berühmten Royal Air Force Kunstflug-Team „Red Arrows“. In seiner Zeit in der Challenger Class der Red Bull Air Race Weltmeisterschaft sammelte er fünf Podiumsplätze sowie zwei Pole-Positions in Japan und seiner Heimat Ascot in der Standard-Maschine der Klasse Extra 330LX. In der Saison 2018 startet Murphy erstmals in der Master Class.

## Erfolge

### Red Bull Air Race Weltmeisterschaft

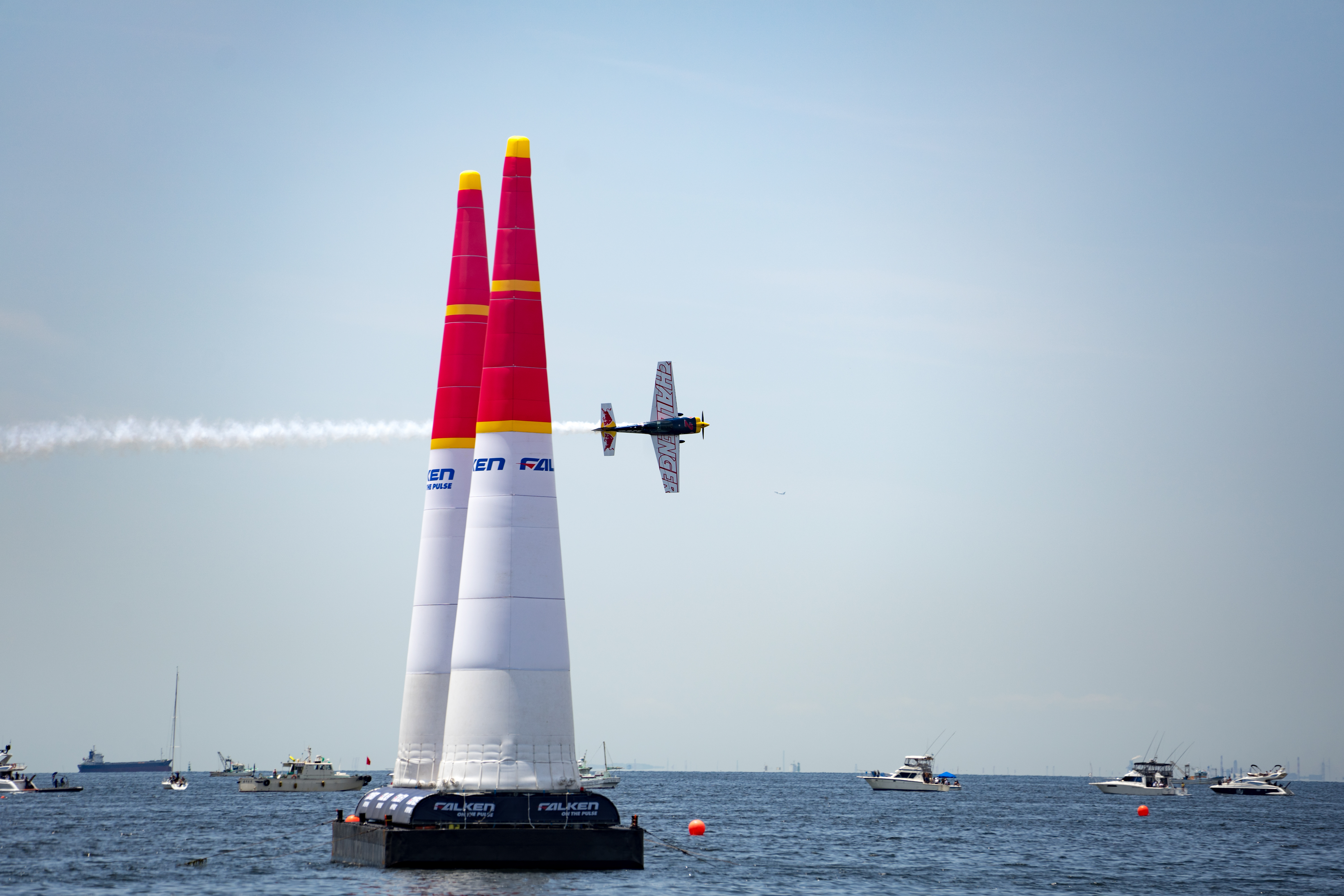
Extra 330LX von Ben Murphy beim Red Bull Air Race 2017 in Chiba

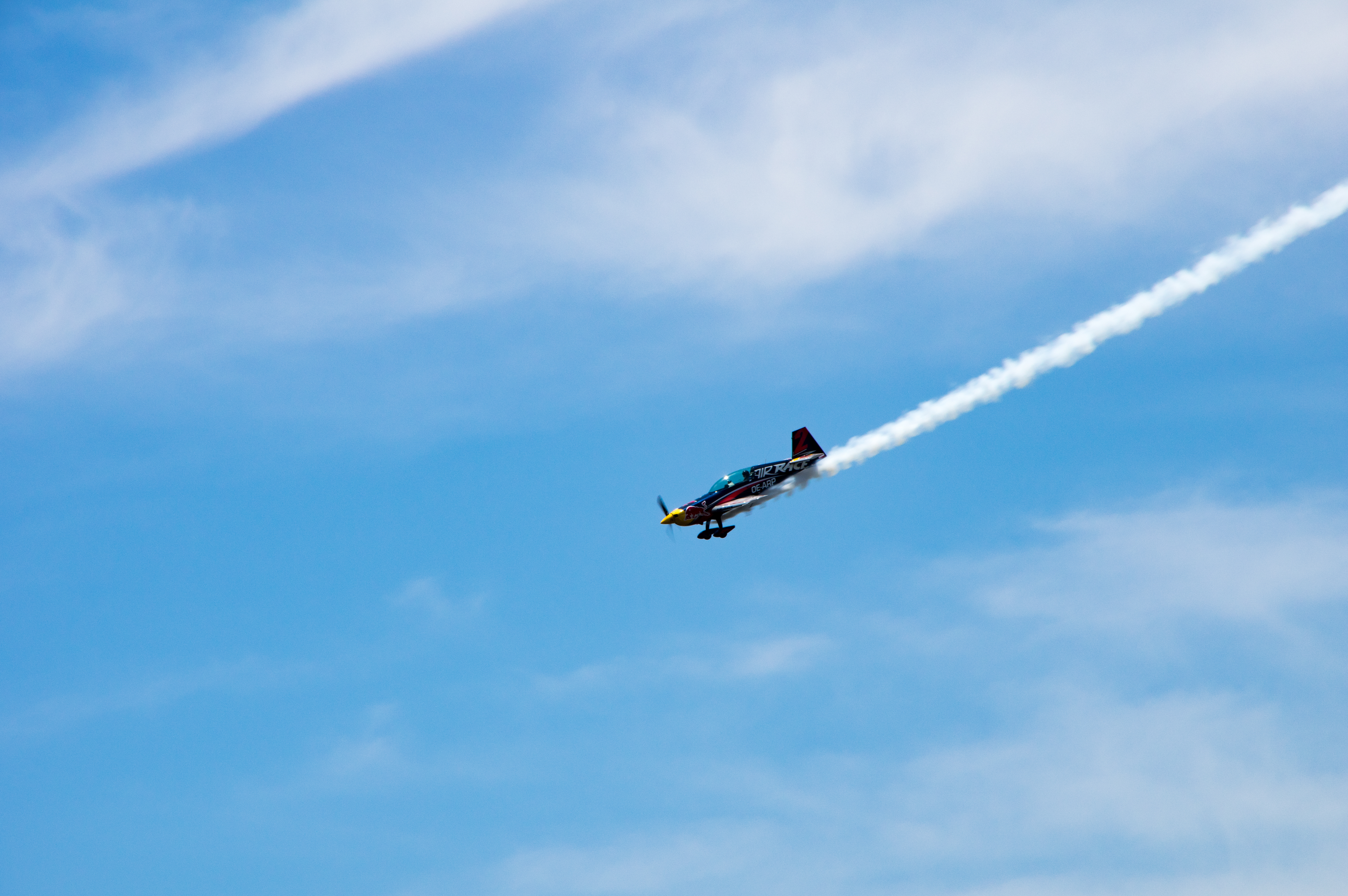
Extra 330LX von Ben Murphy beim Red Bull Air Race 2017 in Chiba

#### Challenger Class
| Jahr | 1  | 2   | 3   | 4  | 5  | 6  | 7  | 8   | Punkte | Siege | Rang |
| ---- | -- | --- | --- | -- | -- | -- | -- | --- | ------ | ----- | ---- |
| 2016 | 4. | DNP | 5.  | 2. | 6. | 3. | 3. | CAN | 20     | 0     | 6.   |
| 2017 | 4. | DNP | DNP | 3. | 5. | 5. | 4. | 3.  | 19     | 0     | 6.   |

(Legende: CAN = Abgesagt; DNP = Nicht teilgenommen; DNS = Nicht gestartet; DSQ = Disqualifiziert; SCO = Sicherheits-Ausstieg)

1* = Beim letzten Rennen in Las Vegas haben die ersten 6 Piloten den Sieg ausgeflogen

2* = Beim letzten Rennen in Indianapolis haben die ersten 6 Piloten den Sieg ausgeflogen

#### Master Class
| Jahr | 1   | 2    | 3    | 4   | 5   | 6    | 7   | 8   | Punkte | Siege | Rang |
| ---- | --- | ---- | ---- | --- | --- | ---- | --- | --- | ------ | ----- | ---- |
| 2018 | 6.5 | 10.1 | 11.0 | 8.3 | 5.6 | 13.0 | 4.7 | 4.7 | 29     | 0     | 7.   |
| 2019 | 13. | 5.   | 2.   | 8.  |     |      |     |     | 48     | 0     | 5.   |